# Сарр, Алекс
Александр Дам Сарр (фр. Alexandre Dam Sarr; род. 26 апреля 2005, Бордо, Франция) — французский профессиональный баскетболист, тяжёлый форвард и центровой клуба НБА «Вашингтон Уизардс». Был выбран под вторым пиком драфта НБА 2024 года.

## Профессиональная карьера

### Овертайм Элит (2021—2023)
В 2021 году Сарр переехал в США, чтобы присоединиться к недавно созданной лиге Овертайм Элит в Атланте, что обеспечило ему альтернативный профессиональный путь с гарантированной минимальной зарплатой не менее 100 000 долларов в год. Он отыграл два сезона в Овертайм Элит, первый в составе «Team Overtime», а второй в составе «YNG Dreamerz». Он попал во вторую сборную звёзд Овертайм Элит в сезоне 2022/2023.

### Перт Уайлдкэтс (2023–2024)
9 мая 2023 года Сарр подписал контракт с «Перт Уайлдкэтс» из Австралазийской НБЛ, присоединившись к команде в рамках программы лиги Next Stars на сезон 2023/2024 годов. 28 декабря он получил растяжение бедра в игре против «Аделаида Фёти Сиксерс» и впоследствии пропустил следующие четыре недели. 27 января 2024 года он установил личный рекорд, набрав 18 очков и пять блок-шотов. Он помог «Перт Уайлдкэтс» выйти в полуфинал плей-офф НБЛ.

### Вашингтон Уизардс (2024—настоящее время)
12 апреля 2024 года Сарр объявил, что он подал заявку на драфт НБА 2024 года, его заявка была подтверждена НБА 2 мая. 26 июня Сарр был выбран под вторым пиком драфта командой «Вашингтон Уизардс». Это был самый высокий выбор «Уизардс» за 14 лет. Он был выбран вместе с другими французами Заккари Ризаше (выбранным «Атлантой Хокс» под 1-м пиком) и Тиджаном Салоном (выбранным «Шарлотт Хорнетс» под 6-м пиком), что сделало Францию первой иностранной страной, чьи представители были задрафтованы в 3 из топ 10 первых выборов на драфте НБА. 6 июля Сарр подписал контракт новичка с «Уизардс». Он дебютировал в Летней лиге НБА 12 июля, набрав 12 очков, 7 подборов, 4 передачи и 4 блок-шота в победе со счётом 94–88 над «Атлантой Хокс». Во второй игре Летней лиги 16 июля он не набрал ни одного очка, реализовав 0 из 15 бросков с игры, при этом совершив 9 подборов и 3 передачи в проигранном матче со счётом 82–80 команде «Портленд Трэйл Блэйзерс». Сарр дебютировал в НБА в первом матче сезона против «Бостон Селтикс», выйдя в стартовой пятёрке. В декабре получил награду «Новичка месяца Восточной конференции». 15 марта 2025 года он набрал максимальные за карьеру 34 очка, шесть подборов и пять передач в победе над «Денвер Наггетс» со счетом 126:123, став самым молодым игроком в истории «Уизардс», набравшим 30 очков. Он был включен в первую сборную новичков НБА и занял четвертое место в голосовании за звание новичка года, уступив Стефону Каслу, Заккари Ризаше и Джейлену Уэллсу.

## Статистика

### Статистика в НБА
| Сезон                                                                                    | Команда   | Регулярный сезон | Регулярный сезон | Регулярный сезон | Регулярный сезон | Регулярный сезон | Регулярный сезон | Регулярный сезон | Регулярный сезон | Регулярный сезон | Регулярный сезон | Регулярный сезон | Серия плей-офф | Серия плей-офф | Серия плей-офф | Серия плей-офф | Серия плей-офф | Серия плей-офф | Серия плей-офф | Серия плей-офф | Серия плей-офф | Серия плей-офф | Серия плей-офф |
| Сезон                                                                                    | Команда   | GP               | GS               | MPG              | FG%              | 3P%              | FT%              | RPG              | APG              | SPG              | BPG              | PPG              | GP             | GS             | MPG            | FG%            | 3P%            | FT%            | RPG            | APG            | SPG            | BPG            | PPG            |
| ---------------------------------------------------------------------------------------- | --------- | ---------------- | ---------------- | ---------------- | ---------------- | ---------------- | ---------------- | ---------------- | ---------------- | ---------------- | ---------------- | ---------------- | -------------- | -------------- | -------------- | -------------- | -------------- | -------------- | -------------- | -------------- | -------------- | -------------- | -------------- |
| 2024/25                                                                                  | Вашингтон | 67               | 67               | 27,1             | 39,4             | 30,8             | 67,9             | 6,5              | 2,4              | 0,7              | 1,5              | 13,0             | Не участвовал  | Не участвовал  | Не участвовал  | Не участвовал  | Не участвовал  | Не участвовал  | Не участвовал  | Не участвовал  | Не участвовал  | Не участвовал  | Не участвовал  |
|                                                                                          | Всего     | 67               | 67               | 27,1             | 39,4             | 30,8             | 67,9             | 6,5              | 2,4              | 0,7              | 1,5              | 13,0             | Не участвовал  | Не участвовал  | Не участвовал  | Не участвовал  | Не участвовал  | Не участвовал  | Не участвовал  | Не участвовал  | Не участвовал  | Не участвовал  | Не участвовал  |
| Наведите курсор мыши на аббревиатуры в заголовке таблицы, чтобы прочесть их расшифровку. |           |                  |                  |                  |                  |                  |                  |                  |                  |                  |                  |                  |                |                |                |                |                |                |                |                |                |                |                |

### Статистика в других лигах
| Сезон | Команда        | Лига     | GP | GS | MPG  | FG%  | 3P%  | FT%  | RPG | APG | SPG | BPG | PFL | TOV | PPG  |
| --- | -------------- | -------- | -- | -- | ---- | ---- | ---- | ---- | --- | --- | --- | --- | --- | --- | ---- |
| 2023/24 | Все клубы      | Все лиги | 30 | 0  | 18,0 | 50,0 | 27,6 | 70,7 | 4,5 | 1,0 | 0,4 | 1,5 | 1,4 | 1,0 | 9,6  |
| 2023/24 | Перт Уайлдкэтс | НБЛ      | 27 | 0  | 17,3 | 51,6 | 28,6 | 71,0 | 4,3 | 0,9 | 0,4 | 1,5 | 1,4 | 1,0 | 9,4  |
| 2023/24 | Перт Уайлдкэтс | НБЛ Блиц | 3  | 0  | 24,6 | 39,3 | 22,2 | 69,2 | 6,7 | 2,3 | 0,3 | 2,0 | 1,3 | 1,0 | 11,0 |
| Всего | Всего          | Всего    | 30 | 0  | 18,0 | 50,0 | 27,6 | 70,7 | 4,5 | 1,0 | 0,4 | 1,5 | 1,4 | 1,0 | 9,6  |
| Наведите курсор мыши на аббревиатуры в заголовке таблицы, чтобы прочесть их расшифровку Статистика приведена с сайта basketball.realgm.com |                |          |    |    |      |      |      |      |     |     |     |     |     |     |      |

## Личная жизнь
Сарр имеет сенегальское происхождение. Его отец Массар — бывший профессиональный баскетболист из Сенегала, а его старший брат Оливье играл в НБА за команду «Оклахома-Сити Тандер».